# Polyrhaphis spinipennis
Polyrhaphis spinipennis là một loài bọ cánh cứng trong họ Cerambycidae.